# Milchsuppe

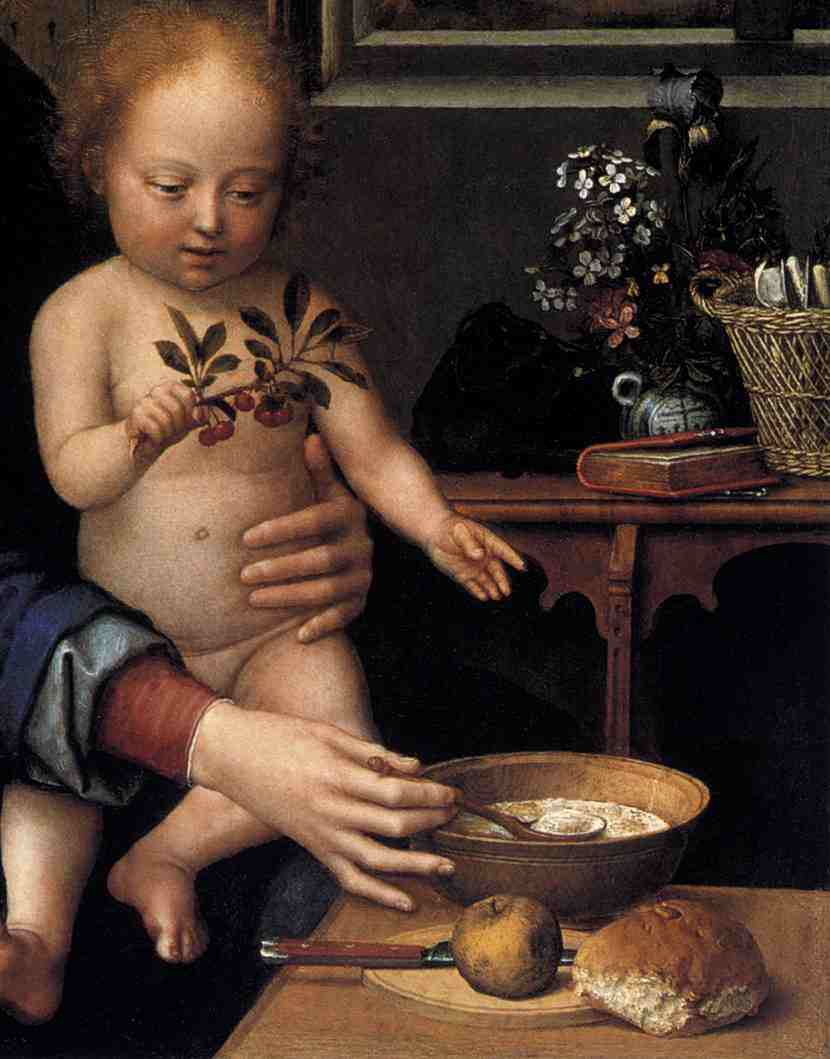
Kind mit Milchsuppe (um 1515)

Milchsuppe ist eine heute meist süße Speise, die häufig als Gericht für Kinder gereicht wird. Früher konnte es sich dabei auch um eine herzhafte Suppenmahlzeit handeln.

## Zubereitungen
Die Suppe besteht hauptsächlich aus aufgekochter, süß oder salzig gewürzter Milch, welche beim Servieren über (Weiß-)Brotstücke gegossen wird. Es gibt auch Variationen, in denen Mehl, Haferflocken, Klöße, Teigstücke oder Kekse statt des Brotes beigemischt oder zusätzlich gereicht werden. Es können auch Früchte wie zum Beispiel Backpflaumen hinzugegeben werden.
Zacierka (auch Klunkersuppe) ist eine polnische Milchsuppe, die als Abendmahlzeit eingenommen wird. Die Milch wird aufgekocht und ein Ei mit Zucker, Salz, Muskat oder Vanille sowie Mehl zu einer trockenen Masse vermengt, die man in die heiße Milch einrührt und stocken lässt, so dass kleine Klöße entstehen. Zacierka ist jedoch nicht nur eine warme Speise, die mit Zimt oder Obst gereicht wird, man isst sie im Sommer – ähnlich wie Milchreis oder Flammeri – auch kalt. Dann ist es eine Fruchtsuppe.

## Geschichtliche Bedeutung
Geschichtliche Bedeutung hatte Milchsuppe im Ersten Kappelerkrieg. Dort wurde sie 1529 als Versöhnungsessen zum Friedensschluss des Ersten Kappeler Landfriedens verwendet. Dieses Ereignis ist als Kappeler Milchsuppe bekannt geworden. Dabei steuerten die reformierten Zürcher das Brot und die katholischen Innerschweizer die Milch bei. Zum Gedenken an diesen Tag wurde der Milchsuppenstein bei Ebertswil am Albis auf der Grenze der beiden Kantone Zug und Zürich gesetzt.